# Акоп Манандян
Акоп (Яків) Амазаспович Манандян (вірм. Հակոբ Մանանդյան, 10 (22) листопада 1873, Ахалцихе — 4 лютого 1952, Єреван) — вірменський історик, філолог, філософ і педагог. Один із засновників і перший ректор Єреванського державного університету, де заснував і тривалий час очолював кафедру історії вірменського народу. Академік Академії наук Вірменської РСР.

## Біографія
Закінчив Єнський університет імені Фрідріха Шиллера в 1897 році, Санкт-Петербурзький університет у 1898 році, Тартуський університет у 1909 році.
Викладав у різних навчальних закладах:
- Ечміадзин: Духовна семінарія Геворкян (1900—1905);
- Тифліс: Перша і Друга чоловічі гімназії (1905—1907), Нерсисянська школа (1906—1907);
- Баку: Бакинський народний університет (1911—1913), Торгове училище (1915—1919).

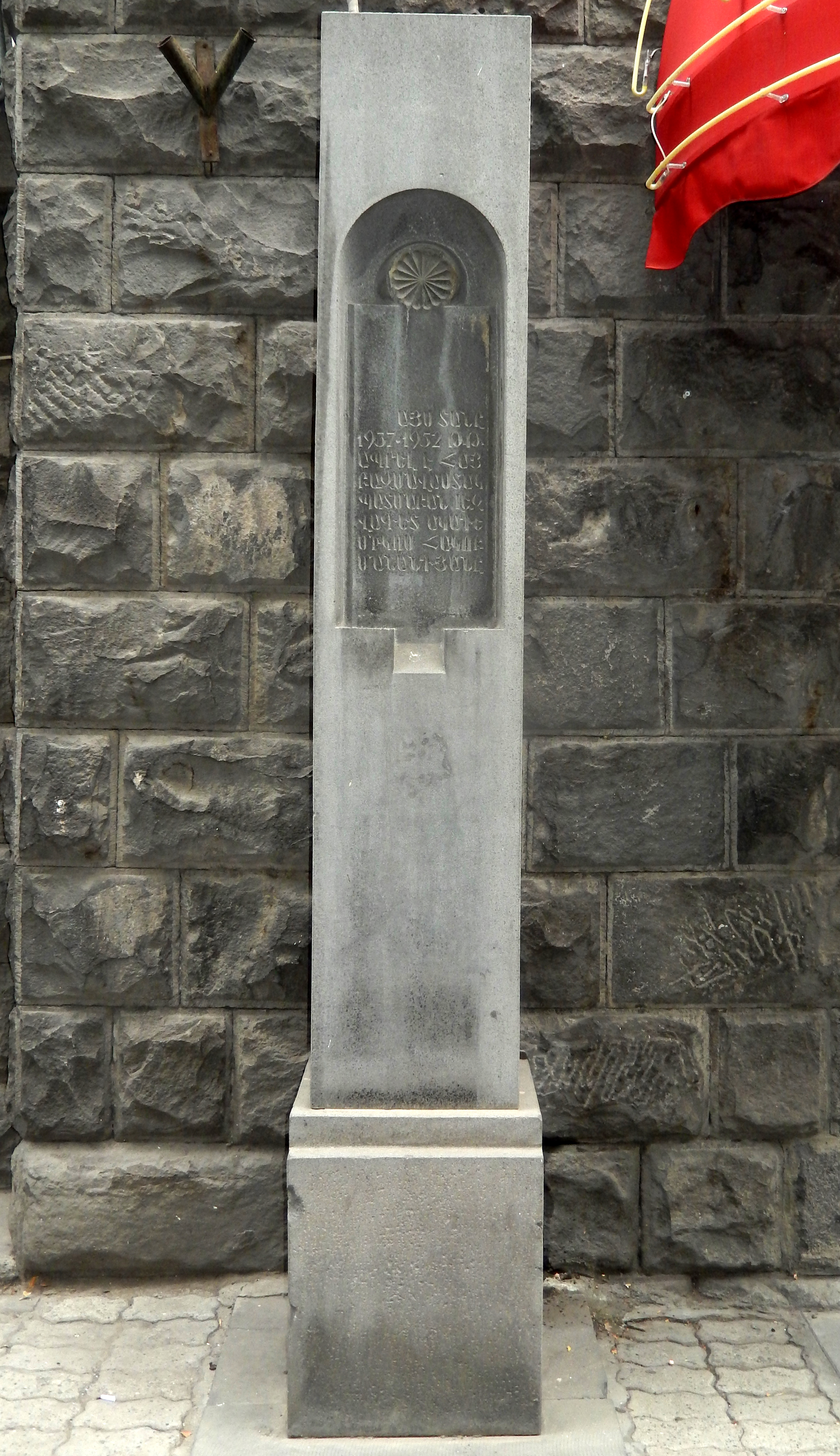

Працював редактором «Armenische Zeitschrift» (1901—1904) та інших журналів.
З 1920 по 1930 рік працював і викладав в Єреванському державному університеті:
- 1920—1925 — один з викладачів-основоположників університету;
- 1925—1931 — професор;
- 1920 — в. о. декана історико-лінгвістичного факультету;
- 1921 — ректор;
- 1921—1923 — декан сходознавчого, потім історико-філологічного факультетів;
- 1921—1925 — завідувач кафедрою історії вірменського народу.

У 1938 році отримав ступінь доктора історичних наук, у 1939 році став академіком АН СРСР, у 1943 році — академіком Академії наук Вірменської РСР.

## Наукова робота
Основні праці присвячені історії Вірменії стародавнього і середньовічного періодів, філології, культурі, питанням історичної географії Вірменії, торгових доріг, розмітки і літографії.
Одна з найзначніших праць — «Критичний огляд історії вірменського народу» (т. 1-3, 1945—1957).
Серед інших монографій:
- «Феодалізм у стародавній Вірменії» (1934)
- «Відгадка таємниці Мовсеса Хоренаці» (1934)
- «Головні дороги стародавньої Вірменії» (1936)
- «Тигран II і Рим» (1940)
- «Месроп Маштоц» (1941)
- «Про торгівлю в містах Вірменії» (російською мовою, 1954)

## Нагороди, почесні звання
- Нагороджений орденом Трудового Червоного Прапора.
- Заслужений діяч науки Вірменської РСР (1935).